# Высоцкий, Максим Сергеевич
Максим Сергеевич Высоцкий  (бел. Максім Сяргеявіч Высоцкі; род. 29 января 1995, Минск) — белорусский футболист, вратарь.

## Карьера
Воспитанник академии ФК «Минск». В 2014 году играл в фарм-клубе ФК «Минска» в Первой лиге. По окончании сезона 2014 фарм-клуб прекратил своё существование, и Максим вернулся в «Минск», где стал вторым вратарём после Андрея Климовича, однако на поле так и не появился.
В 2016 году был отдан в аренду «Торпедо» (Минск).
В начале 2017 года перешёл в «Барановичи», где смог закрепиться в основном составе. В июле 2017 года был отдан в аренду в новополоцкий «Нафтан». 31 июля 2017 года дебютировал в Высшей лиге, отыграв все 90 минут в матче против «Слуцка» (1:0). Стал основным вратарём клуба, только в конце сезона потерял место в составе. В декабре 2017 года вернулся в «Барановичи».
В январе 2018 года перешёл в «Днепр» (Могилёв). Начинал сезон в качестве основного вратаря, летом уступил место Алексею Березину. В декабре 2018 года покинул клуб.
В январе 2019 года стал игроком «Городеи». На протяжении сезона 2019 был вторым вратарём после Игоря Довгялло. В декабре по соглашению сторон покинул команду.
В начале 2020 года проходил просмотр в «Витебске» и «Смолевичах», однако сезон начал в составе светлогорского «Химика».
В феврале 2022 года подписал контракт с «Белшиной». Дебютировал за клуб 20 марта 2022 года в матче против могилёвского «Днепра». В июле 2022 года футболист покинул клуб.
В августе 2022 года футболист перешёл в «Молодечно-2018». Дебютировал за клуб 14 августа 2022 года в матче против «Островца». Футболист сразу же по сезону стал основным вратарём. По итогу сезона за 12 матчей 5 раз отличился «сухим» счётом. В январе 2023 года футболист продлил контракт с клубом. В декабре 2023 года покинул клуб.